# NGC 4817
NGC 4817 ist eine 14,7 mag helle Elliptische Galaxie vom Hubble-Typ E/C (das C steht für Compact) im Coma Berenices am Nordsternhimmel. Sie ist schätzungsweise 298 Millionen Lichtjahre von der Milchstraße entfernt und hat einen Durchmesser von etwa 45.000 Lj. Die Galaxie ist Mitglied des Coma-Galaxienhaufens Abell 1656.
Im selben Himmelsareal befinden sich u. a. die Galaxien NGC 4816, NGC 4828, NGC 4840, NGC 4850.
Das Objekt wurde am 11. Mai 1885 von Guillaume Bigourdan entdeckt. Bigourdan gab die direkte Position zwar falsch an (und hat diesen Fehler nie korrigiert), aber in Bezug auf die von ihm beobachteten benachbarten Galaxien lässt sich NGC 4817 korrekt finden.